# ジャン・コクトー
ジャン・モリス・ウジェーヌ・クレマン・コクトー （Jean Maurice Eugène Clément Cocteau フランス語: [ʒɑ̃ moʁis øʒɛn klemɑ̃ kɔkto], 1889年7月5日 - 1963年10月11日） は、フランスの芸術家。詩人、小説家、劇作家、評論家として著名であるだけでなく、画家、映画監督、脚本家としての活動も行っており、その多彩さから「芸術のデパート」とまで呼ばれた。自身は中でも詩人と呼ばれることを望んだという。ダダやシュルレアリスムと相互影響はあったと考えられるが、自身は直接は運動に参加せず、むしろ対立も多かった。

## 生涯
フランスのパリ近郊の小さな町であるメゾン＝ラフィットでクレマン・ウジェーヌ・ジャン・モリス・コクトー（Clément Eugène Jean Maurice Cocteau）として生まれる。当時12歳の姉マルト、当時8歳の兄ポールに次いで生まれた末っ子である。父ジョルジュは絵を描く趣味があった。
1898年、父ジョルジュがピストル自殺。中学校時代には図工の成績はよかった。同級生のピエール・ダルジュロスは小説『恐るべき子供たち』のダルジュロスのモデルとも言われる。高校生時代には、学業には力を入れず、マルセル・プルーストらと出会うなど文学に没頭するが、大学受験に失敗し、進学を断念する。
1909年、自費にて最初の詩集『アラディンのランプ』を発表する。ニジンスキーに出会うなど、バレエ関連の人脈も増える。ここから広がるバレエ人脈の中でも、ディアギレフのバレエ団バレエ・リュスを通じて、ココ・シャネルをはじめ多くの人と出会うこととなる。1911年、ストラヴィンスキーにも出会う。

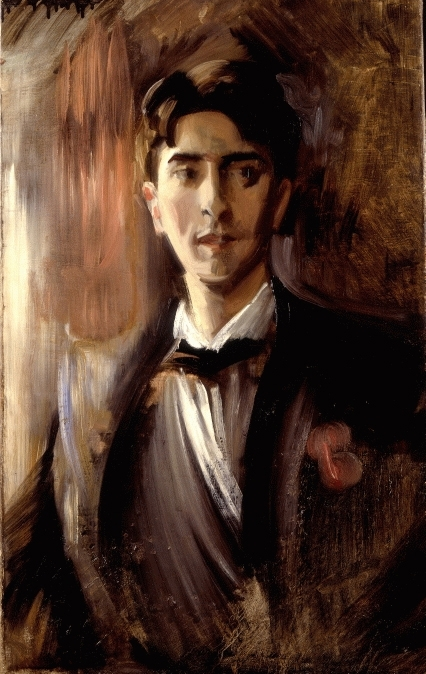
「ジャン・コクトーの肖像」1912年

1915年、モディリアーニをはじめとするモンパルナスの画家との交流が始まる。同年、サティやピカソとも出会っている。1916年8月12日にモンパルナスのカフェ「ラ・ロトンド」にピカソとそのガールフレンドのモデル、モイズ・キスリング、マックス・ジャコブ、モディリアーニ、マヌエル・オルティス・デ・ザラテ、アンリ＝ピエール・ロシェ、マリー・ヴァシリエフ、美術評論家アンドレ・サルモンらと一堂に会し、この時にコクトーが撮った彼らの写真は著名である。

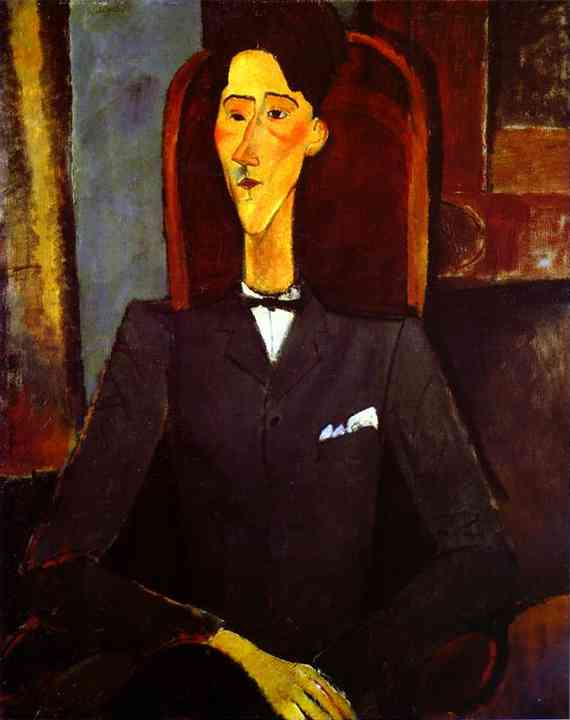
アメデオ・モディリアーニ「ジャン・コクトーの肖像」1916年　油彩、カンヴァス

1917年、前年からピカソ、サティらと手がけたバレエ『パラード』初演。1918年、後に六人組と呼ばれる作曲家を集めたコンサートを開く。1920年、一時は興味も覚えていたダダに反対の立場を鮮明にする。同年、プーランクらとジャズ演奏会なども開いている。早熟の天才ラディゲと仕事を共にしていたが、1923年の彼の早すぎる死は、コクトーを悲嘆に暮れさせ、その後10年に渡り阿片に溺れる事になる。
1926年、シュルレアリスト達と激しく対立する。1929年、阿片の療養の中で小説『恐るべき子供たち』を執筆。1930年にかつてブニュエルの『黄金時代』などにも資金を出したド・ノアイユ子爵の資金で『詩人の血』を実質の初監督。1934年、演劇『地獄の機械』を初演。

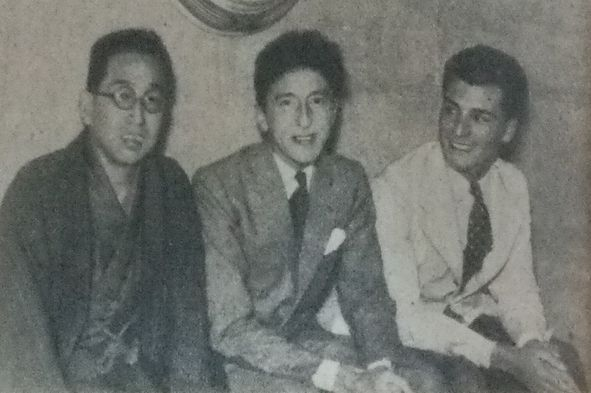
訪日時のコクトー（中央）、左は堀口大學

1936年、世界一周の旅で日本に滞在時、友人で日本帰国中の藤田嗣治と再会し、訳者堀口大學も伴い相撲観戦や歌舞伎見物など夜の歓楽街の散策を供にした。
相撲を「バランスの芸術」と呼び、六代目尾上菊五郎に会って握手したが、その際、白粉が剥げないように気を遣ったため菊五郎を感心させている。この時観た鏡獅子が、後の『美女と野獣』のメイクに影響したという説もある。日本に来て最初に衝撃を受けたのは、石けりをしている少女が地面にチョークで描いた円で、子供がこれほど正確で幾何学的な線を描く国は他にはない、と驚きを述べている。(その時、藤田の案内で帝国美術学校（現：武蔵野美術大学)の学生絵画グループ「表現」が銀座の紀伊国屋画廊で開催していた展覧会を訪れ、ジャン・コクトーが大塚耕二の作品を称賛した。)
1940年、エディット・ピアフのための演劇『Le Bel Indifferent』
を執筆。この年、阿片から足を洗っている。
1945年、代表的映画作品『美女と野獣』を監督。1955年、アカデミー・フランセーズ、ベルギー王立アカデミーの会員に選出された。1960年、アンドレ・ブルトンの反対を受けながらも「詩人の王」に選ばれる。
1963年10月11日、歌手のエディット・ピアフが癌により死去。彼女のファンであり親友でもあったコクトーはそれを知って多大なショックを受け、その日の夜就寝中に心臓発作を起こし急死。あたかもピアフを追いかけるように亡くなってしまった。二人とも没年月日は同じである。
カルティエの三連リングは彼のデザインであるといわれるが、本国フランスはじめヨーロッパ各国でそのような発表はない。

## 主な作品
- 『ジャン・コクトー全集』（全8巻、東京創元社、1980-1987年）

1. 『詩集 I 』、堀口大學・佐藤朔監修、曽根元吉編
2. 『詩集 II 』
3. 『小説』
4. 『評論 I 』
5. 『評論 II 』
6. 『評論 III 』
7. 『戯曲』
8. 『映画シナリオ ほか』。※未収録の訳書、新訳版もある。

### 詩集
- 『アラジンのランプ』 La Lampe d'Aladin, 1909年
- 『浮かれ王子』 Le Prince Frivole, 1910年
- 『ソフォクレスの踊り』 La Danse de Sophocle, 1912年
- 『ピカソへの頌歌』 Ode à Picasso, 1919年
- 『喜望峰』 Le Cap de Bonne-Espérance, 1919年
- 『寄港地』 Escale, 1920年
- 『ポエジー』 Poésies (1917-1920), 1920年
- 『用語集』 Vocabulaire, 1922年
- 『フランソワの薔薇』 La Rose de François, 1923年
- 『平調曲』 Plain-Chant, 1923年
- 『天使ウルトビーズ』 L'Ange Heurtebise, 1926年
- 『オペラ』 Opéra, 1927年
- 『神話』 Mythologie, 1934年
- 『謎』 Énigmes, 1939年
- 『寓意』 Allégories, 1941年
- 『レオーヌ』 Léone, 1945年
- 『はりつけ』 La Crucifixion, 1946年
- 『数字7』 Le Chiffre Sept, 1952年
- 『幽明抄』 Clair-Obscur, 1954年
- 『パラプロゾディ』 Paraprosodies, 1958年
- 『不死鳥のスペイン風儀典書』 Cérémonial Espagnol du Phénix, 1961年
- 『鎮魂歌』 Le Requiem, 1962年
  - 『コクトー詩集』（堀口大學訳、新潮文庫、改版2008年）

### 小説
- 『ポトマック』 Le Potomak, 1919年

（澁澤龍彦訳、2000年2月、河出文庫）ISBN 978-4309461922
- 『大胯びらき』 Le Grand Écart, 1923年

（澁澤龍彦訳、2003年7月、河出文庫）ISBN 978-4309462288
- 『山師トマ』 Thomas l'Imposteur, 1923年

（河盛好蔵訳、1955年7月、改版1994年、角川文庫）ISBN 978-4042047032
初版復刻・ゆまに書房（2007年3月 ISBN 978-4843322673）
- 『白書』 Le Livre Blanc, 1928年

（山上昌子訳、1994年5月、求龍堂）ISBN 978-4763094162
- 『恐るべき子供たち』 Les Enfants Terribles, 1929年

（東郷青児訳 1953年3月 角川文庫 度々改版）ISBN 978-4041092460
（鈴木力衛訳 1957年1月、改版2011年 岩波文庫）ISBN 978-4003256619
（佐藤朔訳、1977年、旺文社文庫、のち「全集3」東京創元社、グーテンベルク21・電子出版）
（高橋洋一訳 1995年7月 求龍堂） ISBN 978-4763095244
（中条省平・中条志穂訳 2007年2月、光文社古典新訳文庫） ISBN 978-4334751227
- 『ポトマックの最後』 La Fin du Potomak, 1940年。河出文庫版『ポトマック』に収録。

### 戯曲
- 『エッフェル塔の花嫁花婿』 Les Mariés de la Tour Eiffel, 1921年
- 『アンティゴネ』 Antigone, 1922年
- 『ロミオとジュリエット』 Roméo et Juliette, 1924年
- 『オルフェ』 Orphée, 1926年
- 『哀れな水夫』 Le Pauvre Matelot, 1927年
- 『人間の声』 La Voix humaine, 1930年
- 『地獄の機械』 La Machine Infernale, 1934年
- 『未亡人学校』 L'École des Veuves, 1936年
- 『オイディプース王』 Œdipe-Roi, 1937年

河出文庫版の『大胯びらき』に所収。
- 『円卓の騎士』 Les Chevaliers de la Table Ronde, 1937年
- 『恐るべき親たち』 Les Parents Terribles, 1938年
- 『聖なる怪物』 Les Monstres Sacrés, 1940年
- 『タイプライター』 La Machine à Écrire, 1941年
- 『ルノーとアルミード』 Renaud et Armide, 1943年
- 『双頭の鷲』 L'Aigle à Deux Têtes, 1946年
- 『バッカス』 Bacchus, 1952年
- 『パレ=ロワイヤル即興劇』 L'Impromptu du Palais-Royal, 1962年
  - 『ベスト・オブ・コクトー』（澁澤龍彦・岩瀬孝ほか訳、白水社、新版1993年）

### 評論
- 『雄鶏とアルルカン』 Le Coq et l'Arlequin, 1918年
- 『白紙』 Carte Blanche, 1920年
- 『職業の秘密』 Le Secret Professionnel, 1922年
- 『無秩序と考えられた秩序について』 Le Rappel à l'Ordre, 1926年
- 『ジャック・マリタンへの手紙』 Lettre à Jacques Maritain, 1926年
- 『阿片』 Opium, 1930年

（堀口大學訳、角川文庫、1952年4月 改版1994年）ISBN 978-4042047025
- 『僕の初旅』 Mon Premier voyage, 1937年
- 『グレコの神話』 Le Greco, 1943年
- 『美女と野獣』 La Belle et la Bête, 1946年
- 『存在困難』 La Difficulté d'être, 1947年

『ぼく自身あるいは困難な存在』（秋山和夫訳、ちくま学芸文庫、1996年）
- 『アメリカ人への手紙』 Lettres aux Américains, 1949年
- 『知られざる者の日記』 Journal d'un Inconnu, 1953年
- 『一詩人の歩み』 Démarche d'un Poète, 1953年
- 『アカデミー・フランセーズ入会演説』 Discours de Réception à l'Académie Française, 1955年
- 『オックスフォード大学講演』 Discours d'Oxford, 1956年
- 『臍帯』 Le Cordon Ombilical, 1962年
- 『美と王妃たち』（髙橋洋一訳、河出書房新社、2004年）- 未邦訳の作品エッセイ

### 映画
- 『詩人の血』 Le Sang d'un poète （1932年） 監督・脚本
- 『悲恋』 L'éternel retour （1943年） 原作・脚本
- 『ブローニュの森の貴婦人たち』 Les dames du Bois de Boulogne （1944年） 台詞
- 『美女と野獣』 La Belle et la bête （1946年） 監督・脚本
- 『ルイ・ブラス』Ruy Blas （1948年） 脚本 （ヴィクトル・ユゴーの戯曲『リュイ・ブラース』）
- 『アモーレ』 L'amore （1948年） 原作
- 『双頭の鷲（英語版）』 L'Aigle à Deux Têtes （1948年） 監督・脚本・原作
- 『恐るべき親達』 Les Parents terribles （1948年） 監督・脚本・原作
- 『オルフェ』 Orphée （1950年） 監督・脚本・原作
- 『恐るべき子供たち』 Les Enfants Terribles （1950年） 原作・脚本
- 『サント・ソスピール荘』 La Villa Santo-Sospir （1952年） 監督
- 『オルフェの遺言 ―私に何故と問い給うな―』 Le testament d'Orphée, ou ne me demandez pas pourquoi! （1960年） 監督・脚本・出演

### 日記・手紙
- 『美女と野獣　ある映画の日記』 秋山和夫訳、筑摩書房「リュミエール叢書」、1991年
- 『占領下日記 1942-1945』 秋山和夫訳、筑摩書房 全3巻、1993年
- 『ジャン・マレーへの手紙』 三好郁朗訳、東京創元社、1994年

### 関連出版
- ジャン・マレー『私のジャン・コクトー　想像を絶する詩人の肖像』岩崎力訳、東京創元社、1995年
- 『サティとコクトー　理解の誤解』- 書簡解説ほか

オルネラ・ヴォルタ編著、大谷千正訳、新評論、1994年
- ルイ・アラゴン『コクトー／アラゴン　美をめぐる対話』辻邦生訳、筑摩書房、1991年
- レーモン・オリヴェ『コクトーの食卓』辻邦生訳、講談社、1985年 - 装画はコクトー
- 『ムッシュー・コクトー　ママとコクトーと私』- 晩年の関係者の回想

キャロル・ヴェズヴェレール、花岡敬造訳、東京創元社、1997年
- ドミニク・マルニィ『コクトーが愛した美女たち』髙橋洋一訳、講談社、1998年 - 親族の回想
- 『ピカソと過ごしたある日の午後　コクトーが撮った29枚の写真』

ビリー・クルーヴァー、北代美和子訳、白水社、1999年